# Liste öffentlicher Kneipp-Anlagen im Landkreis Freudenstadt
In der Liste öffentlicher Kneipp-Anlagen im Landkreis Freudenstadt sind öffentliche Kneipp-Anlagen für Orte, die zum Landkreis Freudenstadt in Baden-Württemberg gehören, aufgeführt. Sie ist primär nach Orten sortiert, unabhängig davon, ob es sich um Ortsteile, Gemeinden oder Städte handelt. Kneipp-Anlagen können laut Kneipp-Bund in Form von Wassertretanlagen oder Armbecken vorliegen und unterliegen grundsätzlich nicht der Trinkwasserverordnung. Kneipp-Anlagen werden häufig künstlich angelegt. Daneben gibt es in den natürlichen Verlauf von Fließgewässern eingebettete Wassertretstellen. Kneippen ist eine Behandlungsmethode der Hydrotherapie, die auf der Grundlage von Sebastian Kneipp angewendet wird. Hierbei wird in kaltem Wasser auf der Stelle geschritten. In Armbecken werden die Arme bis zur Mitte der Oberarme ins kalte Wasser getaucht. Die Liste erhebt keinen Anspruch auf Vollständigkeit.

## Kneipp-Anlagen im Landkreis Freudenstadt
Derzeit sind im Landkreis Freudenstadt 25 öffentliche Kneipp-Anlagen erfasst (Stand: 8. Juni 2021):
| Bild                     | Ort                    | Beschreibung                                                                   | ↴ Zufluss / ↳ Abfluss | Standort                |
| ------------------------ | ---------------------- | ------------------------------------------------------------------------------ | --------------------- | ----------------------- |
|                          | Altheim                | Kneipp-Anlage bei Horb am Neckar-Altheim bei einer Waldschutzhütte             |                       | ⊙ Kneippstraße          |
|                          | Bad Rippoldsau-Tös     | Kneipp-Anlage bei Bad Rippoldsau-Tös                                           | ↴↳ Wolfach            | ⊙ Wolftalstraße         |
| (weitere Bilder)         | Baiersbronn            | Kneipp-Anlage am Bildstöckleweg in Baiersbronn                                 | ↴↳ Murg               | ⊙ Freudenstädter Straße |
|                          | Baiersbronn-Tonbach    | Kneipp-Anlage Baiersbronn-Tonbach                                              | ↴↳ Tonbach            | ⊙ Hasengrund            |
| Kneipp-Anlage Ehlenbogen | Ehlenbogen-Obere Mühle | Kneipp-Anlage bei Alpirsbach-Ehlenbogen an der Oberen Mühle                    | ↴↳ Kinzig             | ⊙ Am Lohmühlenbach      |
|                          | Eisenbach              | Wassertretstelle Eisenbach bei Seewald-Göttelfingen                            |                       | ⊙                       |
|                          | Empfingen              | Kneipp-Anlage zwischen Horb am Neckar-Empfingen und Horb am Neckar-Betra       |                       | ⊙                       |
| (weitere Bilder)         | Freudenstadt           | Kneipp-Anlage in der Liegewiese auf dem Kienberg.                              |                       | ⊙ Kienberg              |
|                          | Freudenstadt           | Wassertretstelle Löwenbrunnen Freudenberg am Wanderweg Richtung Langenwaldsee. |                       | ⊙ Löwenbrunnen          |
|                          | Grüntal-Frutenhof      | Kneipp-Anlage Grüntal-Frutenhof                                                |                       | ⊙                       |
|                          | Hallwangen             | Kneipp-Anlage bei Dornstetten-Hallwangen am Barfußpark Hallwangen              | ↴↳ Kübelbach          | ⊙ Barfußpark Hallwangen |
|                          | Huzenbach              | Kneipp-Anlage Baiersbronn-Huzenbach. Eine von zwei Kneipp-Anlagen im Ort.      |                       | ⊙ Seebachstraße         |
|                          | Huzenbach              | Kneipp-Anlage Baiersbronn-Huzenbach. Eine von zwei Kneipp-Anlagen im Ort.      |                       | ⊙ Silberberg            |
|                          | Huzenbach-Ailwald      | Kneipp-Anlage bei Hof Ailwald bei Baiersbronn-Huzenbach-Klosterreichenbach     | ↴↳ Murg               | ⊙ Röter Straße          |
|                          | Kniebis                | Kleiner See mit Wassertretanlage                                               |                       | ⊙                       |
|                          | Lauterbad              | Kneipp-Anlage Lauterbad                                                        |                       | ⊙                       |
|                          | Loßburg                | Kneipp-Anlage Loßburg                                                          | ↴↳ Kinzig             | ⊙ Franzenrain           |
|                          | Loßburg-Ödenwald       | Kneipp-Anlage bei Loßburg-Ödenwald                                             | ↴↳ Lohmühlebach       | ⊙ Ödenwald              |
|                          | Lützenhardt            | Kneipp-Anlage Waldachtal-Lützenhardt                                           | ↴↳ Breitenbach        | ⊙ Breitenbachstraße     |
|                          | Mitteltal              | Kneipp-Anlage bei Baiersbronn-Mitteltal                                        | ↴↳ Weißenbach         | ⊙ Im Oberrain           |
|                          | Schapbach-Maiershof    | Kneipp-Anlage bei Bad Rippoldsau-Schapbach-Maiershof                           | ↴↳ Wolfach            | ⊙ Dorfstraße            |
|                          | Schapbach-Untertal     | Kneipp-Anlage bei Bad Rippoldsau-Schapbach-Untertal                            | ↴↳ Wolfach            | ⊙ Wolfacher Straße      |
|                          | Schönegründ            | Kneipp-Anlage Schönegründ bei Baiersbronn-Röt                                  | ↴↳ Burrbach           | ⊙ Schönegründer Straße  |
| (weitere Bilder)         | Schönmünzach           | Wassertretanlage Schönmünzach bei Baiersbronn-Schwarzenberg.                   | ↴↳ Schönmünz          | ⊙ Schönmünzstraße       |
|                          | Schwarzenberg          | Baiersbronn-Schwarzenberg                                                      | ↴↳ Mittelbach         | ⊙ Im Wiesengrund        |